# Carnidae
Famille
Les Carnidae sont une famille de diptères brachycères.

## Taxonomie
La famille de Carnidae compte 5 genres et 90 espèces.

### Liste des genres
- Carnus
- Enigmocarnus
- Hemeromyia
- Meoneura
- Neomeoneurites